# Spider Lilies
Spider Lilies (chinesisch 刺青, Pinyin Cìqīng, dt. „Tätowierung“) ist ein taiwanisches Filmdrama aus dem Jahr 2007. Der Film handelt von der jungen Frau Jade, die sich eine Tätowierung von Spinnenlilien zulegen will und sich zu der Tattookünstlerin hingezogen fühlt.
Die Produktion feierte ihre Weltpremiere am 14. Februar 2007 auf der Berlinale, kam in Taiwan am 30. März desselben Jahres in die Kinos und war danach auf weiteren Festivals zu sehen, unter anderem im Dezember auf dem Golden Horse Film Festival sowie 2008 auf dem Asia Filmfest.

## Handlung
Die 18-jährige Jade, die mit ihrer senilen Großmutter in einem bescheidenen Appartement wohnt, verdient ihr Geld als Webcam-Model. Bei der Arbeit legt sie sich eine kindliche Erscheinung an; nach anonymen Chats mit Benutzern bietet sie diesen gegen eine Gebühr Vieraugengespräche an, wobei es meistens zu  Cybersex kommt. Jade hat langsam das Gefühl, für Kunden zu langweilig zu sein, weswegen sie fälschlicherweise behauptet, ein verdecktes Tattoo zu haben, das sie sich schließlich als Beweis stechen lassen will.
In einem örtlichen Tattoostudio erkennt Jade in der Inhaberin Takeko die Frau wieder, für die sie schon in ihrer Kindheit schwärmte. Takeko scheint sich aber nicht an sie zu erinnern und weist ihre Flirtversuche ab. Jade lässt sich davon jedoch nicht beirren und sieht bei der Suche nach Motiven ein Wandfoto einer großflächigen Tätowierung goldfarbener Blumen. Sie ist von dieser völlig fasziniert und bittet Takeko, die das Tattoo auch am Arm trägt, ihr das Motiv zu stechen. Takeko lehnt allerdings ab, da das Design der Spinnenlilien verflucht sei.
Bei Gesprächen zwischen den beiden Frauen klärt sich allmählich die Geschichte der Tätowierung: Takekos Vater, der dasselbe Tattoo besaß, starb beim Jiji-Erdbeben, als sein Haus über ihm einstürzte. Ching, Takekos jüngerer Bruder, den er noch retten konnte, sah in den Trümmern den Arm des toten Vaters, was ihn schwer traumatisierte. Er leidet seitdem unter einer Amnesie und erkennt niemanden wieder, nicht einmal seine Schwester.
Die Spinnenlilien-Tätowierung ist die einzige Erinnerung, die ihm geblieben ist, weswegen Takeko beim japanischen Tätowierer Yoshi in die Lehre ging und sich das Tattoo von ihm stechen ließ, obwohl Yoshi sie vor der bösen Natur des Motivs warnte. Sie wollte so Chings Gedächtnis wiederherstellen und das Studio ihres Vaters weiterführen. Takeko muss sich auch alleine um ihren Bruder kümmern und ihn stets nach Feierabend von der Anstalt abholen, in der er behandelt wird. Weil Takeko während des Erdbebens in der Wohnung ihrer ersten Freundin war, glaubt sie, dass der Tod des Vaters eine Strafe für ihre Homosexualität sei. Sie will deswegen nie wieder Beziehungen eingehen und verhält sich kühl gegenüber Jade, deren Gefühle sie allerdings langsam erwidert. Deswegen beschließt Takeko, als Kompromiss ein Jasmin-Motiv für sie zu entwerfen. Irgendwann fangen die beiden auch an, auf der Cam-Webseite anonym miteinander zu chatten.
Bald darauf gerät Jade ins Visier des jungen, introvertierten Polizisten A-tung, der sie wegen in Taiwan illegaler kommerzieller sexueller Handlungen zusammen mit ihren Kolleginnen verhaften will. Bei einem anonymen Chat will er sich ihr Vertrauen erschleichen, um sie zu entlarven. Stattdessen ist er aber von Jades Schilderungen ihrer Kindheit gerührt, die erklärt, von ihren Eltern verlassen worden zu sein und auch wegen ihrer Einsamkeit als Webcam-Model zu arbeiten. A-tung entwickelt während ihrer Treffen immer stärkere Gefühle für Jade und verzögert absichtlich die Ermittlungen. Weil er merkt, sich in Jade verliebt zu haben, will A-Tung sie davon überzeugen, mit ihrer Tätigkeit als Webcam-Model aufzuhören, bevor sie erwischt wird. Nachdem er Jade seine Liebe gestanden hat, glaubt sie, dass Takeko hinter dem anonymen Nutzer steckt.
Jade macht sich sofort auf den Weg zu Takeko, mit der sie nach einem Kuss Sex hat. Kurz darauf wird Takekos Stammkunde Adong bei einer Auseinandersetzung vor dem Studio schwer verletzt und von ihr ins Krankenhaus gebracht. Deswegen versäumt sie es, Ching von der Anstalt abzuholen, der dort Angst bekommt. Er läuft auf die Straße, um nach ihr zu suchen, und wird von einem Auto angefahren. Kurz bevor ihn der Wagen berührt, ist Ching plötzlich von seiner Amnesie geheilt.
In Jades Wohnung gibt sich A-tung ihr gegenüber zu erkennen und warnt sie, sofort das Internet zu verlassen, um einer Festnahme zu entgehen. Während Jade enttäuscht ist, da das Liebesgeständnis nicht von Takeko stammt, ist diese bei Ching, der in ein Koma versetzt wurde. Sie schickt Jade deswegen eine Nachricht, in der sie erklärt, sie werde die Tätowierung nicht zu Ende bringen. Während Jade darauf untröstlich reagiert, erwacht Ching wenig später mit vollständigem Gedächtnis wieder. Die erfreute Takeko entschuldigt sich bei Jade und lädt sie ein, ins Studio zu kommen. Der Film endet schließlich mit einer Einstellung vom Anfang, in der Jade im Wartebereich des Studios sitzt.

## Produktion
Vor der Veröffentlichung erklärte Chou, Spider Lilies nicht wirklich als LGBT-Repräsentation, sondern zur Verbesserung ihrer eigenen Kreativität produziert zu haben. Für sie stehe das Erzählen einer interessanten, künstlerisch wertvollen Geschichte im Vordergrund. Zudem wolle sie mit ihren Filmen unterschiedliche Gruppen ansprechen. Allerdings interessiere sie die Behandlung von Homosexualität aufgrund ihrer eigenen sexuellen Orientierung durchaus. Obgleich ihr eine Kategorisierung als Lesbenfilm-Regisseurin widerstrebe, habe sie sich deswegen für Protagonistinnen entschieden, weil es zwar viele Filme über Homosexualität, aber nur wenige über lesbische Frauen gäbe.
2007 herrschten in der taiwanischen Gesellschaft stark konservative Ansichten vor. Deswegen gestaltete sich das Casting schwierig, da die Produzenten auf berühmten Darstellerinnen bestanden. Sie erhofften sich davon ein hohes Einspielergebnis, weswegen in den Hauptrollen die bekannte chinesische Schauspielerin Isabella Leong sowie die in Taiwan populäre Fernsehpersönlichkeit und Pop-Sängerin Rainie Yang verpflichtet wurden. Den beiden musste eine höhere Gage als gewöhnlich angeboten werden, weil sie aufgrund ihrer queeren Rollen mit negativen Reaktionen aus der Öffentlichkeit rechnen mussten. Dies hatte auch eine Budget-Überschreitung zur Folge.

## Veröffentlichung
Spider Lilies feierte seine internationale Premiere am 14. Februar 2007 auf der Berlinale in der Sektion Panorama. Der Film war nach seinem taiwanischen Kinostart am 30. März noch auf weiteren Filmfestivals zu sehen, unter anderem dem Golden Horse Film Festival im selben Jahr sowie 2008 auf dem London Lesbian and Gay Film Festival und dem Asia Filmfest.

## Rezeption
In der Internet Movie Database erreichte der Film eine Bewertung von 6,2 von zehn Sternen, basierend auf 1.925 abgegebenen Stimmen. Bei Rotten Tomatoes ergibt sich eine Zuschauer-Wert von 50 Prozent basierend auf 2.500 Wertungen.
Der Film, der 2007 zu den finanziell erfolgreichsten in Taiwan gehörte, stieß sowohl in seinem Herkunftsland auf etliche positive Publikums-Resonanzen als auch in Hongkong, Singapur und Thailand. Diese stammten mehrheitlich von jungen, queeren Personen, die sich mit den Hauptfiguren identifizieren konnten. Zudem fühlten sich vor allem LGBT-Zuschauende in Hongkong und Singapur vom Film repräsentiert, weil in beiden Ländern queere Thematiken zu der Zeit noch stärker als in Taiwan tabuisiert waren.
Das ältere, heterosexuelle Publikum in diesen Staaten reagierte zwar wegen des nach ihrer Einschätzung „perversen“ Themas zunächst reserviert auf Spider Lilies. Jedoch fanden schließlich auch viele Personen aus dieser Gruppe Gefallen am Film. Dies lag neben dem Spiel von Yang und Leong hauptsächlich an Parallelen im Leben der Hauptfiguren zu ihrem eigenen Alltag. Deswegen trug die Produktion vermutlich zu einer erhöhten Akzeptanz von LGBT-Personen vor allem in Taiwan bei.
Suzanne Corson lobte in der AfterEllen die Chemie der Hauptfiguren sowie den Handlungsstrang mit A-tung, der perfekt Jades jung-naive Persönlichkeit darstelle. Allerdings sei dieser wegen etlicher Unklarheiten auch verwirrend, zudem sehe Isabella Leong in ihrer Rolle, aus der sie mehr hätte machen können, zu jung aus. Trotz dieser Schwächen sei Spider Lilies eine berührende, einmalige und überzeugende Liebesgeschichte. Laut David Lamble von der Bay Area Reporter fange der Film zunächst wie eine skurrile Cybersex-Romcom an, werde aber schnell finster und faszinierend. Chou spiele alle ihre Trümpfe aus und intensiviere die Figurenzeichnung durch Rückblenden. Lambles einziger Kritikpunkt war das Spiel von Rainie Yang, die in ihrer Rolle mitunter zu affektiert wirke. David Wiegand beschrieb Spider Lilies in der San Francisco Chronicle als seltsam, aber bewegend. Wie die titelgebende Tätowierung sei der atemberaubende Film kunstvoll, wunderschön und eigentümlich fesselnd.
Lee Marshall bezeichnete die Produktion in der Screen Daily als sehenswert, aber ziemlich seicht. Durch das grelle Szenenbild sowie die umständliche Handlung wirke der Film wie ein Fantasy-Melodram. Allerdings werde Takeko durch Yangs Aneignung dieser Oberflächlichkeit erstaunlich fesselnd. Letztendlich sei Spider Lilies eine Mischung zwischen Lesben-Teeniefilmen und Arthouse. Für Ho Yi von der Taipei Times spreche der Film Themen wie Performativität Homosexueller ästhetisch einzigartig und interessant an. Allerdings nutze das Drehbuch die vielversprechende Erzählstruktur nicht voll aus, während eine Weiterentwicklung der Figuren ausbleibe. Trotzdem habe Chou das Potenzial, eine Größe im Mainstream- als auch queerem taiwanischem Kino zu werden. Derek Elley kritisierte in der Variety Chous Schwäche für träumerische Marotten. Die Flashbacks seien das Beste am Film, der Rest langweilig oder auch amateurhaft. Trotz Leongs würdevollen Spiels sei Spider Lilies insgesamt schwache, ungeschickte Kost.

## Auszeichnung und Nominierung (Auswahl)
Golden Horse Film Festival 2007
- Nominierung: Bestes Original-Filmlied

Internationale Filmfestspiele Berlin 2007
- Auszeichnung: Teddy Award für den Besten Spielfilm